# James O’Toole
James O’Toole (* in Ballinamuck, County Longford; † 24. September 1969) war ein irischer Politiker der Fianna Fáil. Er war von 1957 bis 1961 Teachta Dála (Abgeordneter) des Unterhauses (Dáil Éireann).

## Leben
James O’Toole war ein Pub-Besitzer und wurde bei den Wahlen 1957 im Wahlkreis Wicklow in den Dáil gewählt. Allerdings erreichte er bei den Wahlen 1961 nicht genügend Stimmen, sodass er seinen Sitz wieder verlor. Danach trat er bei den Wahlen nicht mehr an.